# カリクリン
カリクリン（calyculin）類は、海綿Discodermia calyxから初めて単離された天然物である。強力なセリン/スレオニンプロテインホスファターゼ阻害剤であり、類縁体としてカリクリンA-Hの8種類がこれまでに単離されている。
カリクリンAには、ホスファターゼ阻害作用の他に、細胞内へのカルシウム取り込みを阻害する作用があることも確認されている。